# Marjorie Steele
Marjorie Steele  (* 27. August 1930 in Reno, Nevada; † 20. Januar 2018 in Dublin) war eine irische Schauspielerin und Bildhauerin.

## Leben
Steele nahm als Teenager Schauspielunterricht in Hollywood und verdiente sich ihren Lebensunterhalt als Zigarettenverkäuferin im Nachtclub Ciro's am Sunset Boulevard. Dort lernte sie den Multimillionär Huntington Hartford kennen, dem Miteigentümer von A&P. Hartford, der auch Eigentümer einer Filmgesellschaft war, heiratete Steele 1949 und verschaffte ihr einen Schauspielvertrag. Sie spielte zwischen 1949 und 1953 in insgesamt vier B-Movies und hatte zwei Gastauftritte in Fernsehserien. 1954 trat sie in London als Hauptdarstellerin in einer Produktion von Sabrina Fair auf, 1956 hatte sie ihr Broadwaydebüt in Die Katze auf dem heißen Blechdach, wo sie die Hauptrolle von Barbara Bel Geddes übernahm. Das aufführende Theater gehörte ihrem Mann.
Mit Hartford hatte sie zwei Kinder, die Ehe zerbrach 1961. Zwei Jahre später heiratete sie den britischen Schauspieler Dudley Sutton, auch aus dieser Ehe, die nur zwei Jahre hielt, ging ein Kind hervor.  1967 heiratete sie den irischen Schriftsteller Constantine Fitzgibbon. Die Ehe bestand bis zu dessen Tod 1983, auch aus dieser Ehe hat sie ein Kind. Sie nahm auch die irische Staatsbürgerschaft an.

## Filmografie (Auswahl)

### Film
- 1949: Cowboy-Gangster (Tough Assignment)
- 1949: Hello Out There
- 1952: Face to Face
- 1953: Unschuldig gejagt (No Escape)

### Fernsehen
- 1951: Fireside Theatre
- 1952: Martin Kane, Private Eye

## Broadway
- 1956: Die Katze auf dem heißen Blechdach